# Shownu X Hyungwon
Shownu X Hyungwon — саб-юнит южнокорейского бой-бэнда Monsta X, который официально дебютировал 25 июля 2023 года с мини-альбомом The Unseen

## История

### Пре-дебют
Шону и Хёнвон вместе дебютировали в южнокорейском бой-бэнде Monsta X в 2015 году, выиграв в шоу на выживание No.Mercy. В мае 2023 года, после возвращения Шону из армии, лейбл Starship объявил о дебюте первого саб-юнита Monsta X, спустя 7 лет после дебюта. Уже 26 июня, лейблом был показан логотип предстоящего коллектива.

### Дебют и продвижение
Коллектив официально дебютирует вместе с мини-альбомом The Unseen 25 июля 2023 года. Заглавным синглом станет «Love Me a Little», который спродюсировал Хёнвон, а Шону участвовал в создании хореографии к нему.
Начиная с августа, подгруппа начнёт продвигаться на различных фестивалях. Так, 5 августа они выступят на Pepsi Summer Festa на стадионе Jamsil в Сеуле. 12 августа, дуэт выступит на мероприятии Live World Together 2023 года, которое пройдет в Токио в Дворце спорта Мусасино Форест. Спустя неделю, 18 августа они выступят на мероприятии KCON, которое состоится на арене Crypto.com в Лос-Анджелесе. Через 2 дня, 20 августа будет выступление на KAMPFEST CDMX, которое пройдет в Мехико. 26 августа, дуэт выступит в качестве одного из хедлайнеров на фестивале Krazy K-Pop Super Concert, который состоится на UBS Arena в Нью-Йорке.

## Дискография

### Мини-альбомы
The Unseen (2023)